# Колман Рімід
Колман Рімід мак Баетан (давньоірл. Colmán Rímid mac Báetán) — верховний король Ірландії. Роки правління: 595—600. За деякими джерелами помер у 604 році. Співправитель верховного короля Ірландії Аеда Слайне мак Діармайта. Син Баетана мак Муйрхертайга (давньоірл. Báetán mac Muirchertaig) (помер у 572 році). Належав до гілки Кенел н-Еогайн (ірл. — Cenél nEógain) — північної гілки королівського роду О'Нілів (Уа Нейлів). Прізвисько «Рімід» означає «Лічильник». Він керував Айлехом з 578 по 600 чи 602 рік.

## Прихід до влади і правління
Наприкінці VI століття йшла боротьба між двома гілками королівського роду О'Нілів за трон верховного короля Ірландії. Про те, що в той час співправителями в Ірландії були два верховних короля — Аед Слайне та Колман Рімід, записано в літописах за 598 рік. Але вони не вказані як верховні королі Ірландії в літописі «Видіння Конна» (ірл. — Baile Chuind), яке датують VII століттям. Можливо, це пояснюється тим, що реальним, а не юридичним правителем Ірландії в той час був король Уладу Фіахне мак Баетан (ірл. — Fiachnae mac Báetáin).
У 600 чи 602 році Рімід Колман переміг свого суперника з гілки Кенел Конайлл — Коналла мак Аедо (ірл. — Conall Cú mac Áedo) (помер у 604 році) у битві під Кул Слеамна (ірл. — Cúl Sleamna) — Коналл мусив рятуватись втечею.

## Смерть
Загинув Колман Рімід у 600 чи 604 році від руки свого родича — Лохана Діамада (ірл. — Lochán Dilmana), про що повідомляють «Літописи Ольстера»: «І що означає влада короля, що означає закон, якщо короля Колмана Ріміда Лохан Діамад вбив?»

## Родичі і нащадки
Його дочка або внучка — Фін (ірл. — Fín) була матір'ю Альдріха Освіу (сакс. — Aldfrith Oswiu). Поет Кенн Фаелад мак Айлліла (ірл. — Cenn Fáelad mac Aillila) (помер у 679 році) був його племінником. Його брат Маел Умай (ірл. — Máel Umai) (помер у 610 році) брав участь в битві під Дегсастаном (ірл. — Degsastan) і вбив короля Ехельфріха Берніція (сакс. — Æthelfrith Bernicia).